# Mont Rausu
El Mont Rausu (en japonès 羅 臼 岳, Rausu-dake) és un estratovolcà de la península de Shiretoko, a l'illa de Hokkaidō, Japó. El cim s'aixeca fins als 1.660 msnm i les viles més properes són Shari i Rausu. Forma part del Parc Nacional de Shiretoko des de la seva creació, el 1964, i Patrimoni de la Humanitat des del 2005.
El volcà es formà durant l'Holocè. Es creu que en els darrers 2200 anys el mont Rausu ha tingut tres erupcions, amb una erupció pliniana fa uns 1400 anys i un flux piroclàstic fa uns 500 anys.
El cim, al qual per accedir-hi requereix la necessitat d'una grimpada, és una ruta habitual entre els excursionistes.